# Pararge pallescens
Pararge pallescens är en fjärilsart som beskrevs av Charles Oberthür 1912. Pararge pallescens ingår i släktet Pararge och familjen praktfjärilar. Inga underarter finns listade i Catalogue of Life.